# Ernst Hentschel
Ernst Ludwig Oskar Hentschel (* 25. Februar 1876 in Salzwedel, Altmark; † 9. Dezember 1945 in Hamburg) war ein deutscher Hydrobiologe.

## Leben
Bereits als Schüler in Salzwedel befasste sich Ernst Hentschel intensiv mit biologischen Beobachtungen in seiner Heimat. Von 1895 bis 1898 studierte er Biologie an den Universitäten Tübingen, Greifswald und München, wo er 1898 mit einer Arbeit über Spinnenaugen promoviert wurde. Es folgten Jahre mit kurzen Assistentenverträgen an der Universität und an den Zoologischen Staatssammlungen in München, am Zoologischen Institut in Straßburg sowie von 1901 bis 1903 an der Zoologischen Station in Neapel bei Anton Dohrn. 1903–1904 ergänzte er seine Studien in Greifswald und erhielt die Lehrbefähigung für das Lehramt an höheren Schulen. Als Lehrer schrieb er ein allgemeinverständliches Buch über „Das Leben des Süßwassers“ (1909), das mit dazu beitrug, dass er von 1908 bis 1913 eine Anstellung als Wissenschaftlicher Hilfsarbeiter am Zoologischen Staatsinstitut und Zoologischen Museum Hamburg erhielt. In diese Zeit fallen Forschungsreisen nach Neufundland und in die arktischen Gewässer. In dieser Zeit befasste er sich u. a. mit der Bearbeitung von Schwämmen (1914). Wegen schlechter Bezahlung und wachsender Familie sah er sich 1913 gezwungen, in Hamburg in den Schuldienst zu wechseln.
Bereits 1914 holte ihn der neue Direktor des Zoologischen Museums, Hans Lohmann, zurück in die Wissenschaft und betraute ihn mit der Leitung der hydrobiologischen Abteilung des Zoologischen Staatsinstituts und Zoologischen Museums, die er bis zu seinem Tode im Jahre 1945 führte. Seine wissenschaftlichen Arbeiten betrafen zunächst die Verunreinigung der Elbe (1917) sowie den Bewuchs von Pfählen und Seezeichen in der Elbe und nahen Bereichen der Nordsee, aber auch von Seeschiffen (1916). Es entwickelten sich gemeinsame Vorhaben mit Reedereien und der Farbindustrie. 1923 erschienen seine „Grundzüge der Hydrobiologie“, eines der ersten Lehrbücher für diese Fachrichtung.
Hentschel hielt Vorlesungen und Praktika am Hamburgischen Kolonialinstitut, einem Vorläufer der Universität Hamburg, die 1919 gegründet wurde. Im selben Jahr wurde er zum Privatdozenten an der Universität ernannt und 1939 zum außerplanmäßigen Professor.

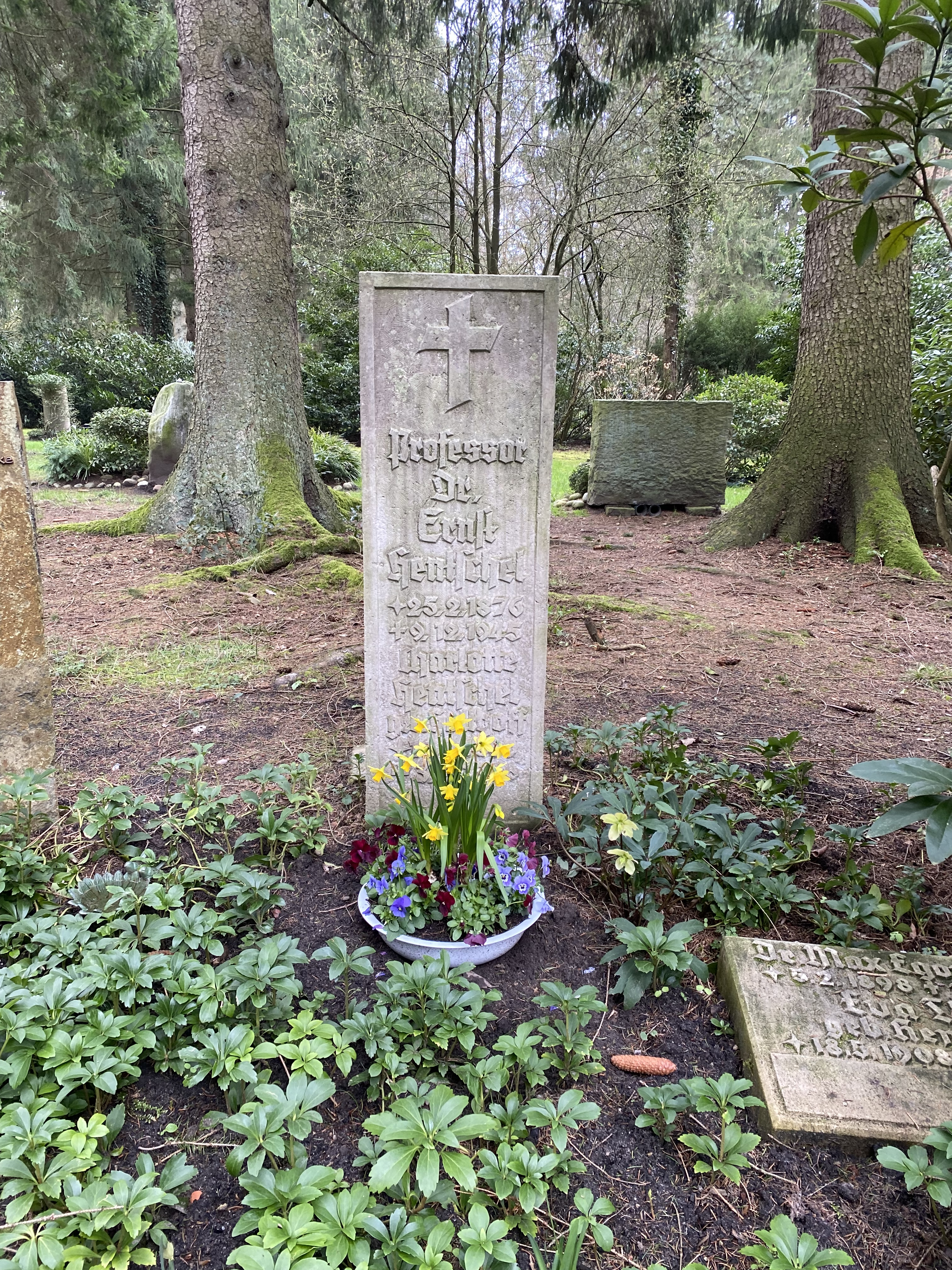
Grabstätte auf dem Waldfriedhof Volksdorf

Von 1925 bis 1927 nahm er als einziger Biologe an der Deutschen Atlantischen Expedition mit dem Forschungsschiff Meteor teil. Er untersuchte das Kleinplankton an Schöpfproben aus allen Wassertiefen und deutete die Ergebnisse im Zusammenhang mit den Daten der physikalischen (Günther Böhnecke, Georg Wüst) und des chemischen Ozeanographen (Hermann Wattenberg). Dies ist ein frühes Beispiel für geplante wissenschaftliche Zusammenarbeit innerhalb der verschiedenen Fachrichtungen der Meeresforschung (Hentschel und Wattenberg 1930), die von Alfred Merz, dem Leiter der Expedition, bei der Expeditionsplanung eingefordert worden war. Als ältester wissenschaftlicher Teilnehmer der Expedition wurde Hentschel nach dem Tode von Merz im Jahre 1925 Sprecher der Wissenschaftler an Bord während der Expedition. Damit übernahm er auch die Aufgabe, die Wissenschaft während der Hafenaufenthalte bei wissenschaftlichen Gesellschaften, in Universitäten und auf Empfängen zu repräsentieren. Das zusammenfassende Hauptwerk der biologischen Expeditionsergebnisse „Allgemeine Biologie des Südatlantischen Ozeans“ erschien in drei Bänden (1933, 1936 und 1941). Im Jahr 1941 wurde er zum Mitglied der Leopoldina gewählt.
Schon während seiner Assistenzzeit war Hentschel an den globalen Zusammenhängen der Ozeane interessiert, wie aus nicht publizierten Vortragsmanuskripten und Tagebuchnotizen hervorgeht. Auf der Basis des Materials der Meteor-Expedition entwarf er (1942) eine allgemeine Karte für die biologischen Verhältnisse des Atlantischen Ozeans.
1929 und während der 1930er Jahre nahm er an Expeditionen in den Nordatlantik und um Island teil, zunächst wieder mit FS METEOR, aber dann auch mit deutschen und isländischen Fischereischiffen und in den Häfen mit Fischanlandungen. Während zunächst die im Südatlantik begonnenen Arbeiten fortgesetzt wurden, waren es später die Fragen nach dem Plankton als Fischnahrung, wobei es vornehmlich um die kommerziell genutzten Arten Kabeljau und Hering ging. Diese Arbeiten standen auch im Zusammenhang mit den Vorhaben des Internationalen Rates für Meeresforschung, dem er als Mitglied der Deutschen Wissenschaftlichen Kommission für Meeresforschung im Planktonkomitee angehörte. Zu Beginn der 1940er Jahre setzte Hentschel seine Untersuchungen über das Plankton als Fischnahrung in der Ostsee fort, weil dort die Aussicht bestand, die biologischen Zusammenhänge während des gesamten Jahreszyklus erfassen zu können, was um Island herum aus logistischen Gründen nicht möglich war. Eine zusammenfassende Arbeit über „Planktonkunde und Fischereibiologie“ erschien erst nach seinem Tode (1948).
Nach seiner Pensionierung 1941 arbeitete Hentschel weiterhin als Leiter der Hydrobiologischen Abteilung und führte bis kurz vor seinem Tode auch den Unterricht fort, da kriegsbedingt kaum Lehrpersonal zur Verfügung stand. Die schwierigen Verhältnisse nach der Zerstörung des Zoologischen Museums im Jahre 1943 und nach Kriegsende hinderten ihn nicht daran, seinen früheren Aufgabenbereich auszufüllen. Er fühlte sich insbesondere gegenüber den jungen heimgekehrten Kriegsteilnehmern verpflichtet, die in der Heimat nur noch wenig vorfanden und endlich studieren wollten.
Ernst Hentschel erhielt seine letzte Ruhestätte auf dem Hamburger Waldfriedhof Volksdorf.

## Ehrung
- 1936 verlieh die isländische Regierung Hentschel das Großritterkreuz des Isländischen Falkenordens für seine Verdienste um die isländische Fischereiforschung und Fischwirtschaft.

## Publikationen
- Ernst Hentschel: Die Meeressäugetiere. Theodor Thomas, Leipzig 1900 (online).
- Ernst Hentschel: Das Leben des Süsswassers. Verlag Ernst Reinhardt, München 1909, 336 S.
- Ernst Hentschel: Monaxone Kieselschwämme und Hornschwämme der Deutschen Südpolarexpedition 1901–1903. Deutsche Südpolarexpedition 15, 35–141, 1914.
- Ernst Hentschel: Biologische Untersuchungen über den tierischen und pflanzlichen Bewuchs im Hamburger Hafen. Mitteilungen des Zoologischen Museums Hamburg 33, 1916, S. 1–176.
- Ernst Hentschel: Ergebnisse der biologischen Untersuchungen über die Verunreinigung der Elbe bei Hamburg. Mitteilungen des Zoologischen Museums Hamburg 34, 1917, S. 35–190.
- Ernst Hentschel: Grundzüge der Hydrobiologie. Verlag Gustav Fischer, Jena 1923, 221 S.
- Ernst Hentschel, H. Wattenberg: Plankton und Phosphat in der Oberflächenschicht des Südatlantischen Ozeans. Annalen der Hydrographie und Maritimen Meteorologie 58, 1930, S. 273–277.
- Ernst Hentschel: Allgemeine Biologie des Südatlantischen Ozeans. I. Das Pelagial der obersten Wasserschicht. Wissenschaftliche Ergebnisse der Deutschen Atlantischen Expedition auf dem Forschungs- und Vermessungsschiff „Meteor“ 1925–1927, 1933, 11 (1), S. 1–120.
- Ernst Hentschel: Allgemeine Biologie des Südatlantischen Ozeans. II. Das Pelagial der unteren Wasserschichten. Wissenschaftliche Ergebnisse der Deutschen Atlantischen Expedition auf dem Forschungs- und Vermessungsschiff „Meteor“ 1925–1927, 1936, 11 (2), I–XII + 171–344.
- Ernst Hentschel: Das Netzplankton des Südatlantischen Ozeans. Eine Zusammenfassung. Wissenschaftliche Ergebnisse der Deutschen Atlantischen Expedition auf dem Forschungs- und Vermessungsschiff „Meteor“ 1925–1927, 1941, 13 (4), S. 245–308.
- Ernst Hentschel:  Die Planktonbevölkerung der Meere um Island. Berichte der Deutschen Wissenschaftlichen Kommission für Meeresforschung N. F., 1941, 10 (2), S. 128–193.
- Ernst Hentschel: Eine biologische Karte des Atlantischen Ozeans. Zoologischer Anzeiger 137, 1942, S. 103–123.
- Ernst Hentschel: Planktonkunde und Fischereibiologie. Berichte der Deutschen Kommission für Meeresforschung, N. F., 1948 11 (3), S. 258–281.